# Campionato francese di hockey su pista 1950
IL Campionato francese di hockey su pista 1950 è stata la 33ª edizione del campionato francese di hockey su pista.

Esso venne organizzato dalla Fédération Française de Roller Sports.

Il torneo fu vinto dall'ASPTT Bordeaux per la 3ª volta nella sua storia.

## Squadre partecipanti
- ASPTT Bordeaux
- SCRA Saint-Omer

## Svolgimento del torneo

### Finale
| Squadra 1      | Squadra 2       | Risultato      |
| -------------- | --------------- | -------------- |
| ASPTT Bordeaux | SCRA Saint-Omer | 30 aprile 1950 |
| ASPTT Bordeaux | SCRA Saint-Omer | ?              |

## Campioni
| Campione di Francia 1950 |
| ------------------------ |
| ASPTT Bordeaux 3º titolo |